# Juan Pablo Estelles
Juan Pablo Estelles (5 de maio de 1988) é um jogador de rugby sevens argentino.

## Carreira
Juan Pablo Estelles integrou o elenco da Seleção Argentina de Rugbi de Sevens, na Rio 2016, que foi 6º colocada.